# Talaromyces bacillisporus
Talaromyces bacillisporus är en svampart som först beskrevs av Swift, och fick sitt nu gällande namn av C.R. Benj. 1955. Talaromyces bacillisporus ingår i släktet Talaromyces och familjen Trichocomaceae.  Arten är reproducerande i Sverige. Inga underarter finns listade i Catalogue of Life.